# Lengthens Football Club
O Legthens Football Club é um clube de futebol do Zimbabwe.Sua sede fica na cidade de Kuwadzana.

## Histórico
- 2002 : fundação do clube com o nome de CTC Lengthens
- 2005 : Renomear do clube com o nome de Lengthens Football Club

### Classificações
| Época | I | II | III | IV | V | Pts    | J  | V  | E  | D  | GM | GS | +/- | TZ         |
| 2010 | . |    |     |    |   | .      | .  | .  | .  | .  | .  | .  | .   | .          |
| 2009 | 5 |    |     |    |   | 43 pts | 30 | 11 | 10 | 9  | 29 | 25 | +4  | -          |
| 2008 | 5 |    |     |    |   | 41 pts | 30 | 11 | 8  | 11 | 37 | 41 | -4  | 1/16 final |
| 2007 | 6 |    |     |    |   | 40 pts | 30 | 11 | 7  | 12 | 38 | 36 | +2  | 1/2 final  |
| 2006 |   | 1  |     |    |   | 79 pts | 36 | 25 | 4  | 7  | 82 | 37 | +45 | 1/8 final  |
| 2005 |   | 5  |     |    |   | 71 pts | 38 | 22 | 5  | 11 | 76 | 43 | +33 |            |
| 2004 |   |    | 1   |    |   | 79 pts | 32 |    |    |    |    |    |     |            |
| I - 1.ª Divisão; II - 2.ª Divisão; III - 3.ª Divisão; IV - 4.ª Divisão; V - 5.ª Divisão; Pts - Pontos; J - Jogos; V - Vitórias; E - Empates; D - Derrotas; GM - Golos Marcados; GS - Golos Sofridos; +/- - Diferença de Golos; TR - Taça do Zimbabué |   |    |     |    |   |        |    |    |    |    |    |    |     |            |

|  |                                    |
|  | Qualificação à divisão superior    |
|  | Desqualificação à divisão inferior |

## Copa da África
| Data | Ronda           | Adversário | Resultado     | Competição                         |
| 2010 | Primeira fase   | Simba SC   | 0 – 3 / 1 – 2 | Copa das Confederações da CAF 2010 |
|      | Fase preliminar | AS Adema   | 2 – 1 / 0 – 0 |                                    |

## Elenco atual
Até o 1 de junho de 2010
Nota: Bandeiras indicam equipe nacional, conforme definido pelas regras de elegibilidade da FIFA. Os jogadores podem ter mais de uma nacionalidade não-FIFA.
| N.º |          | Posição | Jogador           |
| --- | -------- | ------- | ----------------- |
|     | Zimbabwe | M       | Richard Mteki     |
|     | Zimbabwe | A       | Admire Dzukamanja |

## Títulos
- Campeonato do Zimbabwe de terceira divisão : 1 vezes — 2004
- Campeonato do Zimbabwe de segunda divisão : 1 vezes — 2006
- Copa BancABC Sup8r Knockout : 1 vezes — 2009